# Nokia N82
Nokia N82（ノキア エヌ はちに）はノキアが製造し、欧州等で2007年11月14日に発表されたW-CDMA/GSM通信方式のスマートフォンである。
日本国内で2008年11月28日にソフトバンクモバイルから発売されたこの端末は、ソフトバンクのXシリーズと同級の位置付けだが、キャリア側の型番がなく、『グローバルモデル』としてノキア側の型番のままで発表された。
また、同時期にソフトバンクから発売を予告されたNokia E71が、ノキアの端末販売終了の発表に連鎖して12月5日に発売が中止されたため、キャリア端末としてのノキアの日本最終機種となった。

## 概要

### 外観
前任機、N73 (ソフトバンク名705NK) と同じストレート形状（ノキアでは『モノブロック』と呼称する）で、基本的に簡潔ながら、メニューキー周囲のグラフィックを強調し、発話/終話キーがその左右両脇に配置されたデザインが、表面の艶のある仕上げと相まって塊感の強い印象を与えている。

### カメラ機能
搭載されている500万画素メインカメラにはカールツァイス製『テッサー』レンズを採用し、また夜間での撮影に威力を発揮するキセノンフラッシュも搭載し、広告コピーでも『夜は、進化する。美しく。鮮やかに。』とカメラの高性能さを打ち出している。また、撮影した写真をワンクリックでブログ等にアップロード出来るシェアオンライン機能も搭載。

### その他
その他の機能では、画面サイズは2.4インチQVGA、FMラジオチューナーがノキア独自のビジュアルラジオに対応しているなど、先に発売されたX02NKにほぼ準じた仕様となっているが、電池パックは若干大容量のものを採用し、一方で赤外線通信機能は省かれている。

## ソフトバンクモデル利用時の注意点
- 基本的に、故障時等の対応はソフトバンクモバイル・ソフトバンクショップでは行わず、メーカー対応となる。従って、その旨の「限定保証書」が発行される形を取る。
- Xシリーズ相当であるため、Y!ケータイなどが非対応であるが、その他にも基本オプションパックの一部機能が利用できない等の端末仕様上、ネットワークサービス上の制限がある。なお、S!メールには対応しているため、SMSは勿論、MMSの利用も可能。
- あんしん保証パックの加入・継続は不可。ただし、施策上の理由（ポイント還元や付属品サービスなど）などで、購入したショップ・量販店の判断で加入・継続させる場合があるが、登録してもホストコンピュータによって登録抹消される。
- 付属品を含むオプションについても、オンラインショップを含むソフトバンクショップでは行わない（説明書の代替として同梱されている「かんたんスタートガイド」のp.11に、「※電池パック、充電器などは、ソフトバンクショップにてお買い求めいただけます」とあるが、誤り）。ただし、ACアダプタはVodafone 804NK以降にソフトバンクから発売されたものとコネクタが共通（なお、SoftBank X02NKの付属品とは同一）であるため、流用は可能となっている。他のオプションについても、過去のモデルと共通していることにより、一部対応可能なものがある。
  - ただし、N82としての公式オプション扱いの商品としては、2009年2月時点で、SBM・ハローノキアのいずれも取り扱っていない（発売時点で取扱がされていなかった上、2008年12月以降、ノキアストア・オンラインショップも順次閉鎖されたため）ため、海外携帯取扱サイトなどで互換性のある商品などを調査の上、取り寄せるしかないとSBM・ノキア双方からアナウンスされている。
- 電池パックおよびUSBケーブルは、過去にソフトバンクモバイルから発売されたものとの互換性は全くないため、ソフトバンクからの調達は不可（余談だが、ドコモから発売されたものも流用できない）。従って、他のルートからの調達には保証などを含め、注意が必要（なお、並行輸入業者や海外から調達したものであっても、正規品であれば、ハロー・ノキアで対処可能な場合があるので、念のため連絡すれば良いとアナウンスしている。購入明細や保証書などを購入元が発行していた場合、それを添付できれば尚可とのこと）。
- 2011年12月15日をもって、修理受付終了がソフトバンクモバイルから発表されているが、実際のサポートは、上述のように、メーカー対応となり、ハロー・ノキアでの対応となる。ただし、ハロー・ノキアのコールセンターは閉鎖され、webからのメッセージ送信により、メールで回答を得る形となっているため、ラグが生じる状態となっている。なお、メールサポートも2015年3月31日を以って終了。
- ソフトバンクモバイルから発売されたN82については、技適失効によりスプリアス問題に抵触するため、2015年11月30日いっぱいを以って国内では使用が禁止された(以降は、海外ローミングで使用する場合のみ利用可能)[1]。

。